# Lachiguxé
Lachiguxé, Ranchería Lachiguxé o San Isidro Lachigushé es una población del estado mexicano de Oaxaca, localizada en el municipio de Santa María Guienagati, en el istmo de Tehuantepec. Tiene el carácter de localidad de Santa María Guienagati, siendo la segunda más poblada después de la cabecera municipal

## Tiponomía
Su nombre proviene del zapoteco, "Lachi"=Llano, "Guxé"=Toro; "Llano del Toro".

## Ubicación y Población
Según el censo de población del 2020, Lachiguxé cuenta con una población de 352 habitantes.
La localidad se ubica en la parte norte de la cabecera municipal, cerca de los límites municipales con Guevea de Humboldt y Santo Domingo Petapa, este último en el Distrito de Juchitán, esto en las montañas de la Sierra Juárez. En las coordenadas geográficas 16°53′11″N 95°17′56″O / 16.88639, -95.29889.